# Федорычев, Алексей Михайлович
Алексе́й Миха́йлович Федо́рычев (3 августа 1955, Красногорск, РСФСР) — предприниматель, сырьевой трейдер (зерно, сера, минеральные удобрения), владелец двух морских терминалов в Южном (оператор — Трансинвестсервис), бывший владелец футбольных клубов «Динамо» (Москва) и «Ростов».
Проживает в Монако, обладатель паспортов Венгрии, Российской Федерации  и Уругвая. В 2006 году журналом Forbes включался в список богатейших бизнесменов России на 100-м месте с состоянием $450 млн.
Внесен в санкционный список Украины за перевозку собственными морскими судами угля , добытого в Донецкой области после ее оккупации в 2014 году.
«Италия арестовала активы Алексея Федорычева, российского бизнесмена, который через семью Ставницеров владеет в Украине корпорацией «ТИС», а также известен тем, что украл у Государственной продовольственно-зерновой корпорации $61 млн.
Прокуратура Флоренции заявила, что арестовала имущество Федорычева на €41 млн в связи с расследованием и по запросу органов прокуратуры Украины. 
Живущий в Монако бизнесмен инвестировал возможно выведенные (требует судебных доказательств!) из Украины деньги в недвижимости в Тоскане, включая замок XII века Торре дель Галло во Флоренции.
Среди активов, подконтрольных Федорычеву, по состоянию на середину 2000-х годов, кроме терминалов в Южном, указывались Усть-Донецкий речной порт, «Астраханьгазпром», Приднепровский завод минудобрений, перевалочные терминалы в Керченском проливе, флот из более чем 50 морских и речных судов с грузооборотом около 4,5 млн тонн серы, 2,3 млн тонн удобрений и 1,7 млн тонн зерна за 2004 год.

## Биография
В начале 1970-х годов играл в хоккей с мячом за команду «Зоркий». В 1973 году, будучи служащим спортивной роты дивизии имени Дзержинского, получил приглашение в дублирующий состав московского футбольного клуба «Динамо», затем играл за криворожский футбольный клуб «Кривбасс».
В 1987 году уехал из СССР. Занимался торговлей железнодорожными шпалами, позднее занялся торговлей минудобрениями, обслуживал внешнеэкономические операции «Уралкалия». В декабре 1994 в Монако зарегистрировал компанию Fedcom, специализировавшуюся на экспорте серы и удобрений из стран бывшего СССР. В середине 1990-х предпринимателю удалось реализовать на международных рынках серу с затоваренных «Астраханьгазпрома». Fedcom со второй половины 1990-х годов спонсировала футбольные клубы юга Франции. Активная спонсорская деятельность и связи с Восточной Европой вызывали подозрения у французских правоохранителей, однако, кроме поддельных паспортов у одного из сотрудников фирмы, никаких криминальных элементов в деятельности найдено не было; тем не менее, когда Федорычев в 2002 году предложил за €100 млн приобрести контрольный пакет футбольного клуба «Монако», князь Ренье III согласия не дал.
В середине 2000-х годов инвестировал в крупный агрохолдинг в Орловской области.
С 2004 по 2007 год структурам Федорычева принадлежал контрольный пакет акций клуба «Динамо» (Москва). Сразу после прихода в команду, Федорычев стал вкладывать в неё деньги: в сезоне-2005 сумма инвестиций составила около $100 млн, благодаря чему клуб купил или арендовал португальцев Манише, Коштинью, Нуну, Нуну Фрешо, Жорже Рибейру, Сисеру, Луиша Лорейру, Алмами Морейру, Данни, бразильцев Тиагу Силву, Дерлея, Жеана, Жорже Луиса, грека Юркаса Сейтаридиса, перуанца Андреса Мендосу и пригласил бразильского тренера Иво Вортмана. Было также запланировано строительство нового стадиона и реконструкция базы в Новогорске. Однако, уже через два года после приобретения «Динамо», предприниматель потерял к нему интерес. Планировалось приобрести землю в Петровском парке, которая принадлежала клубу, однако сделать этого не удалось. У команды образовались многомиллионные долги, и Федорычев продал клуб.
Женат на Ульяне Цейтлиной — фотомодели.
В январе 2022 года стал президентом баскетбольного клуба «Монако».